# Marea Ducesă Olga Alexandrovna a Rusiei
Marea Ducesă Olga Alexandrovna a Rusiei (rusă О́льга Алекса́ндровна Рома́нова; Olga Alexandrovna Romanova) (13 iunie [SV 1 iunie] 1882– 24 noiembrie 1960), a fost o Mare Ducesă a Imperiului Rus în timpul domniei tatălui ei, Alexandru al III-lea al Rusiei, și a fratelui ei mai mare, Nicolae al II-lea. A fost mezina țarului Alexandru al III-lea și a țarinei Maria Feodorovna, fiica regelui Christian al IX-lea al Danemarcei.

## Copilăria

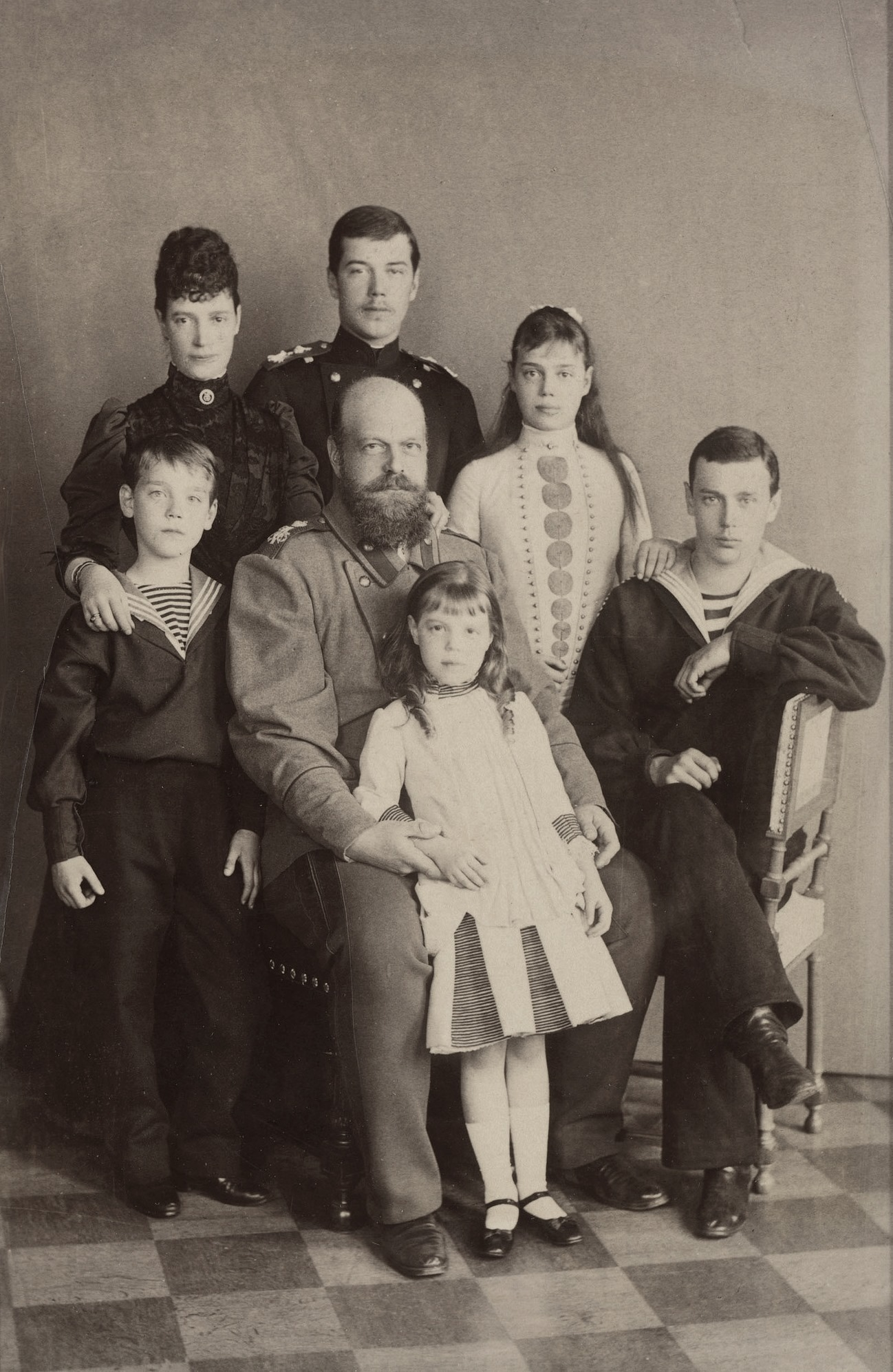
Olga (centru) în brațele tatălui ei, Alexandru al III-lea. Pe rândul din spate (de la stânga la dreapta), frații și mama sa: Marele Duce Mihail "Mișa", împărăteasa Maria, Marele Duce Nicolae (mai târziu Nicolae al II-lea), Marea Ducesă Xenia și Marele Duce George.

Olga Alexandrovna se naște la Palatul Peterhof la 13 iunie 1882. Mama ei, sfătuită de sora sa, Alexandra, Prințesă de Wales, alege pentru Olga o doică engleză, Elizabeth Franklin, care va rămâne alăture de Olga toată viața.
Din motive de siguranță, Olga și frații ei sunt crescuți la Palatul Gatcina, la 80 de km de Sankt Petersburg. Marea Ducesă și frații săi sunt educați acasă de tutori particulari, învățând istoria, geografia, rusa, engleza, franceza, desenul și dansul. Au parte și de activități fizice, cum ar fi echitația, încă de la vârste fragede. Cu toate acestea, copiii nu sunt deprinși cu luxul, fiind crescuți în condiții aproape spartane.
Deși Crăciunul și Paștele sunt momente de mare sărbătoare, familia este profund religioasă. Postul este respectat cu strictețe. Vacanțele familiei au loc la Peterhof și la bunicii Olgăi în Danemarca.
Olga pleacă pentru prima dată de la Gatcina la începutul anului 1888, când familia imperială vizitează Caucazul. La întoarcere, trenul deraiază, accidentul provocând 21 de morți. Familia imperială scapă însă cu viață. 
Încă din copilărie, relația Olgăi cu mama ei este încordată și distantă, țarina fiind distantă și rezervată cu copiii ei. Olga este însă foarte apropiată de tatăl ei, precum și de fratele ei mai mare, Mihail. Olga, pe atunci în vârstă de 12 ani, este profund afectată de moartea tatălui ei, în 1894.

## Tinerețea
Olga trebuia să-și facă intrarea în societate în vara anului 1899, la vârsta de 17 ani, însă după ce fratele ei, Marele Duce George, moare de tuberculoză, prima ei apariție publică este amânată până în 1900. Olgăi nu îi place experiența, iar mai târziu îi va spune biografului ei: "M-am simțit ca și cum aș fi fost un animal într-o cușcă expus publicului pentru prima dată."
În 1901, Marea Ducesă Olga este numită comandant onorific al regimentului 12 Ahtîrski de husari al Armatei Imperiale Ruse. Husarii Ahtîrski erau faimoși după victoria asupra lui Napoleon Bonaparte în bătălia de la Kulm din 1813.

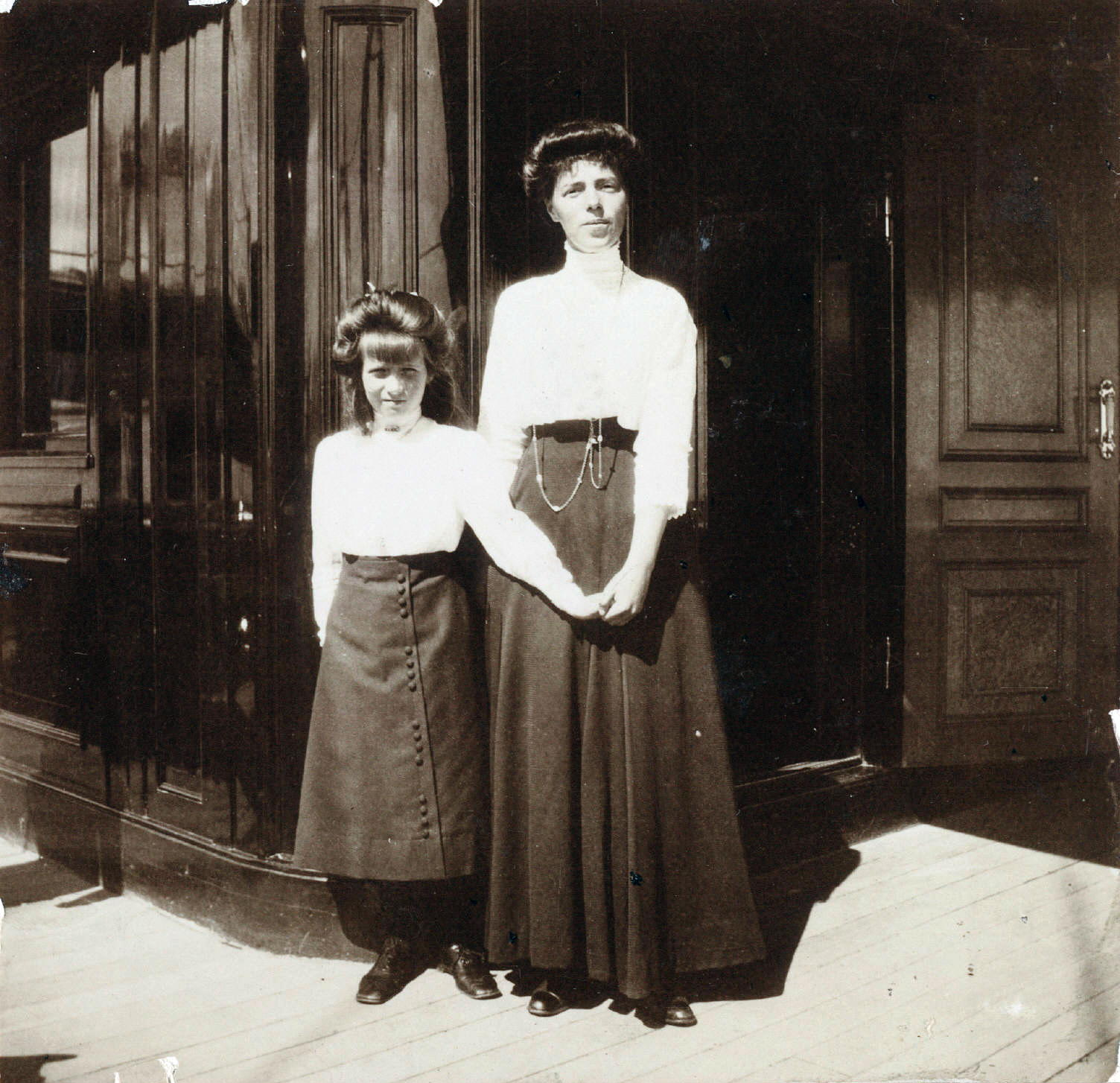
Marea Ducesă Olga și nepoata ei, Anastasia.

La vârsta de 19 ani, la 9 august 1901, Marea Ducesă se căsătorește cu Ducele Peter Alexandrovici de Oldenburg, în vârstă de 33 de ani, membru al ramurii ruse al Casei de Oldenburg. Căsătoria, anunțată în mai, este o veste neașteptată pentru mulți, deoarece Peter nu manifesta niciun interes pentru femei și se bănuia că este homosexual. Cererea lui în căsătorie a surprins-o și pe Olga, care mai târziu avea să spună: „Am fost atât de surprinsă că tot ce am putut spune a fost 'mulțumesc' ”.
Căsătoria rămâne neconsumată. Cuplul se stabilește într-un palat cu 200 de camere din Sankt Petersburg. Olga este atât de nefericită în căsnicie, încât cade pradă depresiei. În cele din urmă își găsește un refugiu în pictură și în activitățile filantropice. Sponsorizează școala dintr-un sat învecinat și înființează un spital.
În anul 1903, prin fratele ei Mișa, de care era foarte apropiată, Olga îl cunoaște pe ofițerul Nikolai Kulikovski. Cei doi se îndrăgostesc și încep să-și scrie. În același an, la vârsta de 22 de ani, Olga îi cere divorțul soțului său, însă acesta refuză să i-l acorde. Cu toate acestea, Peter îl numește pe Kulikovski aghiotantul său și îi permite să locuiască la reședința lor. Relația dintre Kulikovski și Marea Ducesă Olga continuă în secret, însă cu timpul, zvonul despre povestea lor se răspândește în societate.
Din 1904 până în 1906, Ducele Peter este numit într-un post militar la Țarskoe Selo, iar Olga și Peter se mută acolo. În anii următori, Olga devine foarte apropiată de fratele ei, noul țar Nicolae al II-lea, și de familia acestuia, care locuia la Palatul Alexander, în apropierea reședinței ei. Olga ținea foarte mult la cele patru fiice ale Țarului, în special la cea mică, Anastasia.

## Războiul și căderea Casei Romanov
La începutul Primului Război Mondial, Olga se oferă să fie soră medicală la un spital de lângă Kiev, într-o zonă foarte apropiată de front, care avea să fie bombardată de austrieci. Pentru activitatea sa, Olga este decorată cu Ordinul Sfântului Gheorghe.

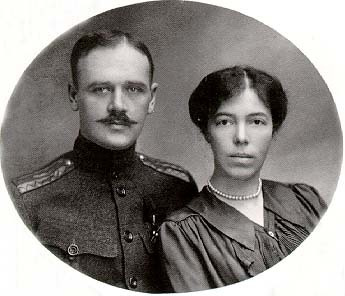
Marea Ducesă Olga și cel de-al doilea ei soț, Nikolai Kulikovski.

În 1916, Țarul Nicolae al II-lea anulează căsătoria dintre Ducele Peter de Oldenburg și Marea Ducesă Olga, permițând căsătoria acesteia cu colonelul Kulikovski la 16 noiembrie 1916. La ceremonie participă doar împărăteasa-mamă Maria Feodorovna, Marele Duce Alexandru "Sandro" Mihailovici, cumnat cu Olga, patru ofițeri din regimentul Ahtîrski, două prietene asistente la spitalul din Kiev și preotul.
După ce fratele ei, Țarul Nicolae al II-lea  este silit să abdice în martie 1917, mulți membri ai dinastiei Romanov, inclusiv Nicolae și familia sa, sunt arestați și ținuți în arest la domiciliu. Împărăteasa-mamă, Marele Duce Alexandru Mihailovici și Marea Ducesă Olga pleacă cu trenul în Crimeea, unde li se alătură Marea Ducesă Xenia. Se stabilesc la moșia lui Alexandru din Ai-Todor, la 20 de km de Yalta, unde sunt ținuți în arest la domiciliu.
La 12 august 1917, cât timp sunt încă în arest, se naște primul fiu al Olgăi, Tihon Nikolaevici Kulikovski,  numit după sfântul Tihon din Zadonsk. Deși era nepot de împărat, nici Tihon, nici fratele lui mai mic, Guri, nu aveau să primească niciun titlu nobiliar, deoarece tatăl lor nu era de viță nobilă.
Romanovii izolați în Crimeea nu sunt la curent cu ce se întâmplă cu Țarul și cu familia lui. Inițial, Țarul, Țarina și copiii lor sunt ținuți la reședința lor oficială, Palatul Alexander, însă guvernul provizoriu îi trimite apoi la Tobolsk, în Siberia. În februarie 1918, mare parte din familia imperială de la Ai-Todor este mutată la Dulbert, unde sunt deja în arest Marii Duci Nicolae Nikolaevici și Petru Nikolaevici. Olga și soțul ei sunt lăsați la Ai-Todor.

Întreaga familie Romanov este condamnată la moarte la Yalta de consiliul revoluționar, însă execuțiile sunt amânate de rivalitatea politică. În martie 1918, puterea centrală a Germaniei înaintează în Crimeea, iar gărzile revoluționare sunt înlocuite cu gărzi germane. În noiembrie 1918 însă, forțele germane, informate că au pierdut războiul, părăsesc Crimeea, care este ocupată de aliați. Forțele aliaților, care sprijină Armata Albă, le permit temporar membrilor supraviețuitori ai familiei Romanov să treacă granița. Împărăteasa-mamă și, la insistențele ei, alți membri ai familiei și prieteni, fug în străinătate pe vasul britanic Marlborough. Țarul Nicolae al II-lea însă fusese deja ucis, împreună cu familia lui, în iulie 1918. De asemenea, celălalt frate al Olgăi, Marele Duce Mihail Alexandrovici, fusese la rândul său asasinat de CEKA lângă Perm, la 12 iunie 1918, pentru a elimina orice posibiliate ca Romanovii să revină la putere.

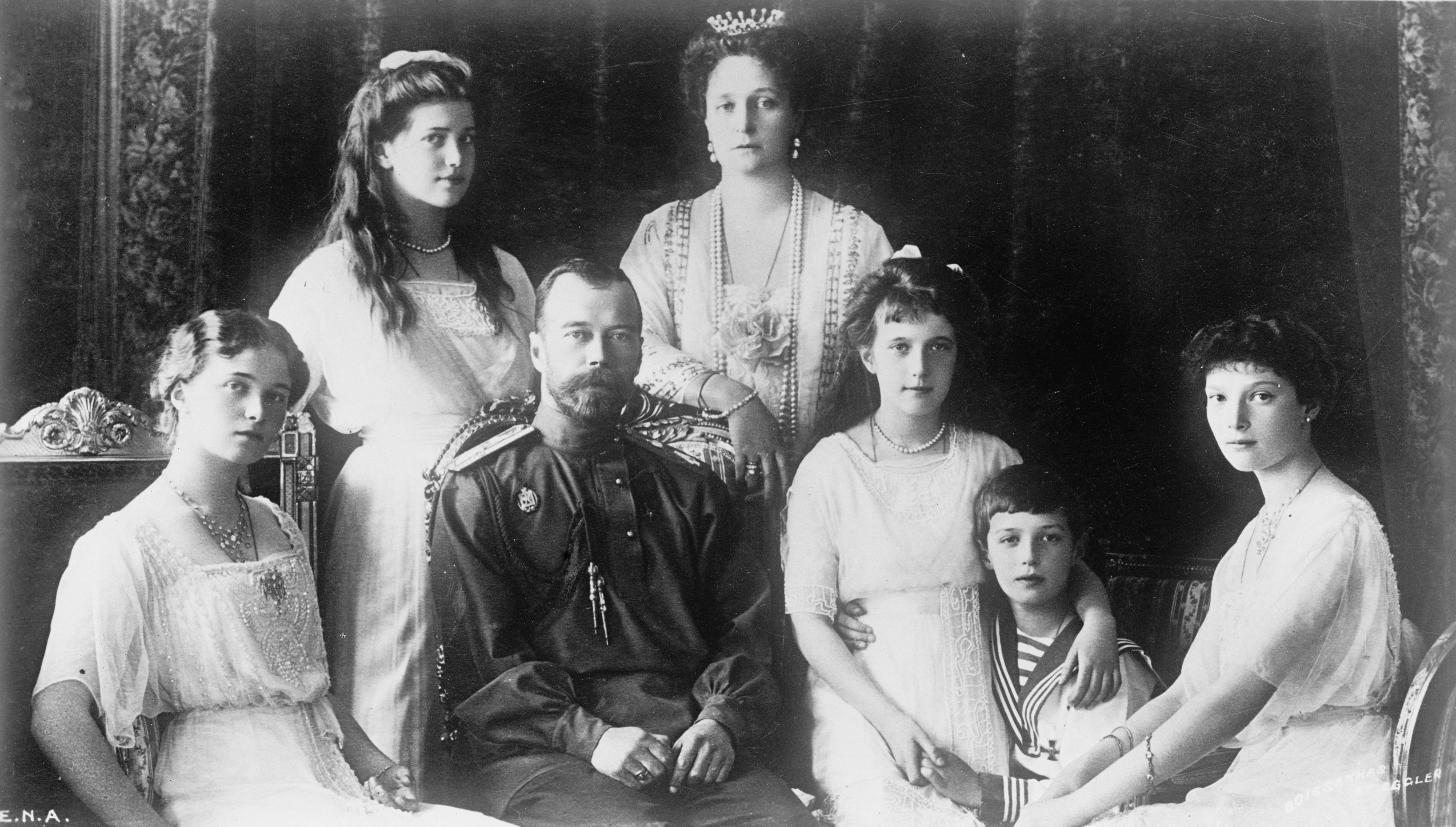
Familia imperială rusă, 1914. De la stânga la dreapta: Marea Ducesă Olga Nikolaevna, Marea Ducesă Maria, Țarul Nicolae al II-lea, Țarina Alexandra, Marea Ducesă Anastasia, Țareviciul Alexei, Marea Ducesă Tatiana.

Olga și soțul ei refuză însă să părăsească Rusia și decid să treacă în Caucaz, zonă aflată sub ocupația Armatei Albe. La ferma pe care au închiriat-o într-un sat de acolo se naște al doilea lor fiu, Guri Nikolaevici Kulikovski, la 23 aprilie 1919. Este numit după unul dintre prietenii apropiați ai Marei Ducese, Guri Panaiev, căzut la datorie în Primul Război Mondial, în regimentul Ahtîrski de husari.
În noiembrie 1919, când trupele revoluționare înaintează în Caucaz, familia fuge la Novorossiisk și se refugiază la reședința consulului danez, Thomas Schytte, care îi informează că împărăteasa-mamă a ajuns în siguranță în Danemarca. După o scurtă ședere la consulul danez, familia fuge într-o tabără de refugiați de pe insula Büyükada în apropiere de Istanbul.
După două săptămâni, ajung la Belgrad, unde regentul Alexandru Karageorgevici, care va deveni mai târziu regele Alexandru I al Iugoslaviei (ginerele regelui Ferdinand și al reginei Maria a României), le oferă o locuință, însă Olga preferă să plece în Danemarca, unde o așteaptă împărăteasa-mamă.

## Exilul în Danemarca
În 1920, de Paști, Marea Ducesă Olga ajunge în sfârșit cu familia la Copenhaga, unde se stabilește la împărăteasa-mamă Maria Feodorovna, la început la Palatul Amalienborg, apoi la o moșie regală la Hvidøre. Olga devine secretara și însoțitoarea mamei ei. Relația lor însă continuă să fie rece, deoarece Maria Feodorovna nu s-a împăcat niciodată cu ideea că fiica ei s-a măritat cu un om de rând.
În 1925, Olga și Nikolai merg la Berlin să o cunoască pe Anna Anderson, care se dădea drept Marea Ducesă Anastasia Nikolaevna, multiubita nepoată a Olgăi. Deși la început ezită, în cele din urmă Olga declară cu fermitate că Anderson este o impostoare.
Împărăteasa-mamă moare la 13 octombrie 1928, la Hvidøre. Cu partea ei din moștenire, Olga cumpără Knudsminde, o fermă din Ballerup situată la aproximativ 24 de km de Copenhaga. Ferma ei devine un centru pentru comunitatea monarhistă rusă din Danemarca. De-a lungul anilor '30, Olga se dedică picturii. Are expoziții la Copenhaga, Londra, Paris și Berlin. O parte din banii obținuți din vânzarea picturilor îi donează organizațiilor caritabile.
În timpul celui de-al Doilea Război Mondial, Danemarca este ocupată de naziști. Olga colaborează cu forțele germane, încercând să îi sprijine pe emigranții ruși în lupta lor împotriva comunismului. La sfârșitul războiului, sovieticii ocupă estul Danemarcei, iar situația emigranților ruși din Danemarca se înrăutățește. Temându-se să nu fie asasinată de sovietici, Olga hotărăște să emigreze în Canada.

## Emigrarea în Canada
La 2 iunie 1948, Olga și Nikolai Kulikovski pleacă în Canada, împreună cu fiii lor, Tihon și Guri, soțiile acestora, Agnete și Ruth, precum și cei doi copii ai lui Guri și Ruth, Xenia și Leonid. Familia se stabilește la Toronto, apoi la o fermă de 200 de acri din Halton, în Ontario. În 1951, foști ofițeri și membri ai Regimentului Ahtîrski se strâng acasă la Marea Ducesă Olga pentru a sărbători 300 de ani de la înființarea Regimentului Regal.
Din anul 1952, după ce fiii lor se mută departe, ferma devine o povară pentru Olga și Nikolai, care acum sunt în vârstă și au probleme de sănătate. În cele din urmă, Olga și soțul ei vând ferma și se mută într-o casă cu 5 camere din Cooksville, o suburbie a orașului Toronto.
La Cooksville, Olga primește în vizită numeroși demnitari interesați de „ultimii Romanovi”, precum și membri ai diverselor familii regale, de exemplu Prințesa Marina, Ducesă de Kent (fiica Marii Ducese Elena Vladimirovna), sau Louis Mountbatten, Primul Conte Mountbatten de Burma. În iunie 1959, regina Elisabeta a II-a și prințul Filip vizitează Toronto și o invită pe Marea Ducesă Olga la cină la bordul iahtului regal Britannia.
După moartea soțului ei, în 1958, starea de sănătate a Olgăi se înrăutățește tot mai mult. În aprilie 1960 (în timp ce la Londra moare sora ei mai mare, Xenia), Olga este internată la Toronto General Hospital. La 21 noiembrie 1960 intră în comă. Ultima Mare Ducesă a Rusiei Imperiale, Olga Alexandrovna încetează din viață la 24 noiembrie 1960, la vârsta de 78 de ani, și este înmormântată alături de soțul ei la cimitirul York din Toronto.